# Listă cu denumirile românești ale localităților din Bulgaria
Aceasta este o listă cu denumiri românești ale unor localități din Bulgaria.

## Regiunea Dobrici
- Bejanovo - Bejenari
- Bojureț - Mihăileni
- Septemvriiți - Cloșca
- Dropla - Dropia
- Durankulak - Răcari
- Goriceane - Pădureni
- Granicear - Vâltoarea
- Gurkovo - Rasoviceni
- Kalina - Călina
- Kamen Breag - Stânca
- Liuleakovo - Liliacova
- Loznița - Pădureni
- Malina - Malinova
- Rosița - Fundeni
- Selțe - Malcoci
- Sokolovo - Vulturești
- Staevți - Hotarele
- Viciovo - Viceva
- Zahari Stoianovo - Brazda
- Pcelarovo -  Prisăcani
- Rogozina - Rogojina
- Stefan Karadja - Voinești
- Vladimirovo - Vladimirești
- Braniște - Brâncoveni

## Regiunea Silistra
- Silistra - Dârstor
- Polkovnik Lambrinovo - Frașari
- Profesor Ișirkovo - Cocina
- Bogorovo - Gramoștea
- Staro Selo - Satu Vechiu
- Dunaveț - Spanciova

## Regiunea Vrața
- Oreahovo - Rahova

## Regiunea Montana
- Orsoia - Orșoaia

## Regiunea Plevna
- Pleven - Plevna

## Regiunea Vidin
- Gămzovo - Gânzova
- Kudelin - Racovița
- Tianovți - Tianuț
- Vrăv - Vârf